# Dubianaclia robinsoni
Dubianaclia robinsoni là một loài bướm đêm thuộc phân họ Arctiinae, họ Erebidae.